# Branica (gromada)
Branica – dawna gromada, czyli najmniejsza jednostka podziału terytorialnego Polskiej Rzeczypospolitej Ludowej w latach 1954–1972.
Gromady, z gromadzkimi radami narodowymi (GRN) jako organami władzy najniższego stopnia na wsi, funkcjonowały od reformy reorganizującej administrację wiejską przeprowadzonej jesienią 1954 do momentu ich zniesienia z dniem 1 stycznia 1973, tym samym wypierając organizację gminną w latach 1954–1972.
Gromadę Branica z siedzibą GRN w Branicy (w obecnym brzmieniu Branica Radzyńska) utworzono – jako jedną z 8759 gromad na obszarze Polski – w powiecie radzyńskim w woj. lubelskim na mocy uchwały nr 15 WRN w Lublinie z dnia 5 października 1954. W skład jednostki weszły obszary dotychczasowych gromad Branica (Radzyńska), Zbulitów (Duży), Stasinów, Niewęgłosz i Marynin ze zniesionej gminy Biała, obszar dotychczasowej gromady Zbulitów (Mały) ze zniesionej gminy Wohyń oraz obszar dotychczasowej gromady Branica (Suchowolska) ze zniesionej gminy Suchowola w tymże powiecie. Dla gromady ustalono 27 członków gromadzkiej rady narodowej.
Gromada przetrwała do końca 1972 roku, czyli do kolejnej reformy gminnej.